# Biomass
Biomass ist ein Radar-Erdbeobachtungssatellit der Europäischen Weltraumorganisation (ESA), der am 29. April 2025 gestartet wurde. Der Satellit soll die Biomasse der weltweiten Wälder vermessen und deren Veränderung beobachten, ausgenommen in Nord- und Mittelamerika, Europa und Teilen Nordafrikas. Ziel ist es, die Kohlenstoff-Speicherkapazität der Wälder im Zeitverlauf zu ermitteln. Der in den Wäldern der Erde gebundene Kohlenstoff ist ein bedeutender Faktor im Kohlenstoffzyklus und daher auch wichtig für die Einschätzung der globalen Erwärmung. Besonders zu den Wäldern der tropischen Breiten existierte mit Stand 2020 nur wenig exaktes Datenmaterial.
Die Mission ist für mindestens fünf Jahre ausgelegt. Es handelt sich um den siebten Satelliten des Earth-Explorer-Programms der ESA. Alle diese Satelliten dienen auch der Erprobung neuer Technologien.

## Missionsziele
Die ESA nennt im Einzelnen folgende Missionsziele:
- Besseres Verständnis und Quantifizierung des Beitrags der Landflächen zum weltweiten Kohlenstoffzyklus
- Quantifizierung des Kohlenstoffflusses aufgrund von Veränderungen der Landnutzung
- wesentlich bessere Modellierung des landgebundenen Kohlenstoffzyklus
- gerasterte, „hochauflösende“ Abschätzung (200-Meter-Raster[4]) der globalen oberirdischen Biomasse
- Überwachung und Quantifizierung von Waldstörungen und Erholung der Wälder
- Überwachung und Quantifizierung von Feuchtgebieten und Waldüberschwemmungen
- Kartographierung der Strukturen unterhalb der Erdoberfläche in den Polargebieten
- Kartographierung der Geomorphologie unterhalb der Erdoberfläche in ariden Zonen

Im ersten Jahr nach dem Start soll Biomass die Waldflächen horizontal vermessen, wobei die Erde in einem sonnensynchronen Orbit streifenweise überflogen wird. Ab dem zweiten Jahr sollen dieselben Streifen wiederholt in etwas abweichenden Höhen überflogen werden, was mittels interferometrischer Berechnungen eine Vermessung der vertikalen Dichte der Wälder ermöglicht. Nord- und Mittelamerika, Europa und Teile Nordafrikas sind von den Messungen ausgenommen, da sich die genutzten Radarfrequenzen mit denen von militärischen Systemen der USA zur Überwachung von Weltraumschrott und zur Frühwarnung vor Interkontinentalraketen überschneiden. Als dies nach dem Start von Biomass bekannt wurde, erklärte die ESA, die mitteleuropäischen Wälder seien in Hinblick auf den Kohlenstoffzyklus „weniger wichtig, weniger dicht“ und würden „ohnehin bereits gut lokal abgedeckt“.
Man erwartet, dass die Daten auch für das Gletschermonitoring und die Bewegungs- und Dickenmessung von Eisschilden verwendet werden können, ferner für die Erkundung des geologischen Untergrundes in Wüsten und für die Kartierung der Topographie von Waldböden. Dies gilt auch für die Bodenfeuchte, Permafrost und den Salzgehalt der Meeresoberflächen.

## Planung und Missionsverlauf
Im Rahmen des Earth-Explorer-Programms wurden bis 2006 insgesamt 24 Satellitenmissionen vorgeschlagen, darunter auch Biomass. Von 2009 bis 2012 wurde die Machbarkeit von Biomass und zwei weiteren Satelliten untersucht. 2013 entschied sich die ESA für Biomass als siebte Mission innerhalb der Earth-Explorer-Reihe. Zwei Jahre darauf wurde das Projekt von den ESA-Mitgliedsstaaten genehmigt, mit einem geplanten Startzeitpunkt im Jahr 2020.
2016 erhielt der britische Zweig von Airbus Defence and Space einen Auftrag im Volumen von 229 Mio. € zum Bau des Satelliten. Der Start war nun für 2021 geplant. Später verschob er sich nochmals auf frühestens 2023, dann auf April 2024. Als Trägerrakete sollte das letzte Vega-Exemplar zum Einsatz kommen. Im Zuge der europäischen Raketenkrise wurde die Mission jedoch auf eine Vega-C im Jahr 2025 umgebucht.
Die Vega-C mit Biomass startete am 29. April 2025 vom französischen Raumfahrtzentrum Guayana.

## Aufbau und Funktionsweise
Als einzige Nutzlast trägt der Satellit ein Synthetic Aperture Radar (SAR) mit einer Antenne von 12 Metern Durchmesser. Die Antenne ist ein Serienprodukt des US-Kommunikations- und Militärtechnikherstellers Harris Corporation. Sie ist zusammenfaltbar, sodass sie in den Nutzlastraum der Vega-Rakete passte. Ihr Reflektor besteht aus einem feinen Drahtnetz.
Das SAR arbeitet im P-Frequenzband bei 435 ± 3 MHz und erreicht eine Auflösung von ca. 200 m bzw. 0,25 Hektar, bei einer Schwadbreite von ca. 50 km. Das P-Band zeichnet sich durch eine besonders hohe Empfindlichkeit für die Hauptbestandteile der Wald-Biomasse aus, d. h. für Baumstämme und -äste. Durch die Wellenlänge von knapp 70 cm kann die Radarstrahlung durch die Laubdecke dringen und Daten aus Bereichen unterhalb der Baumkronen liefern. Dieser Radar-Frequenzbereich wird erstmals vom Weltraum aus genutzt. Zudem kommt eine neue Verstärkertechnik zum Einsatz. Die ESA ließ hierfür neuartige Transistoren aus Galliumnitrid-Halbleitern entwickeln. Sie sind temperaturbeständiger als herkömmliche Bauteile und sollen im benötigten Frequenzbereich eine zehnmal höhere Ausgangsleistung aufweisen. Die Transistoren sind jeweils für eine Leistung von 15 oder 80 Watt ausgelegt; insgesamt wurde ein dreiteiliger Verstärker mit 3 × 120 Watt Spitzenleistung gebaut.
Das Messinstrument soll eine Masse von etwa 200 kg haben, zuzüglich 75 kg für die Antenne. Es soll maximal 463 Watt Leistung aufnehmen und eine Rohdatenrate (vor Komprimierung) von 115 Mbit/s liefern. Die Steuerung und Überwachung des Satelliten geschieht mit einem S-Band-Uplink von 64 kbit/s und einem Downlink von 128 kbit/s. Die Wissenschaftsdaten werden im X-Band übertragen, mit einer Rate von 310 oder 520 Mbit/s.
Zur Stromversorgung dienen ausklappbare Solarpaneele mit Dreischicht-Galliumarsenid-Solarzellen. Sie haben eine Fläche von 6,8 m2 und liefern ungefähr 1,5 kW an elektrischer Leistung. Außerdem besitzt der Satellit eine Lithium-Ionen-Batterie mit einer Kapazität von 144 Ah.

## Bodensegment
Die Biomass-Daten werden von der ESA-Bodenstation Kiruna in Schweden empfangen und im Europäischen Weltraumforschungsinstitut in Italien weiterverarbeitet. Die Missionskontrolle liegt beim Europäischen Raumflugkontrollzentrum (ESOC) in Darmstadt.

## Ähnliche Missionen
Interferometrische Radar-Messdaten, die zur Abschätzung der Biomasse genutzt wurden, existieren bisher nur aus Messungen im höherfrequenten L-Band. Sie stammen vom japanischen Advanced Land Observing Satellite (ALOS, 2006–2011) und dessen Nachfolger ALOS 2 (seit 2014).